# Hello! Good bye
《Hello! Good bye》（日語：ハロー!グッバイ）是日本電視台日本電視台週五晚間八點連續劇的系列作品之一，於1989年4月14日至9月22日期間在日本電視網播放，全劇共計19集，由東寶負責拍攝並製作。主演為水谷豐。

## 概要
舞台設定於管轄銀座的銀座警察署，以刑事課內的三名警官為主軸的故事。伊達晉作（水谷豐飾）與安藤泰彥（三田村邦彥飾）雖然是兒時玩伴，但是個性卻大相逕庭，伊達辦案破天荒，安藤則充滿菁英風範，兩人和小宮真理子（賀來千香子飾）並肩打擊犯罪。
本劇也是日本電視台週五晚間八點連續劇中首度以磁帶錄影機（VTR）拍攝，但次作即改回使用電影攝影機拍攝，此外至目前為止本作也尚未DVD化。

## 登場人物
伊達晉作：水谷豐
警視廳警部補。銀座署刑事課分室所屬。
安藤泰彥：三田村邦彥
警視廳警部。雖然身為銀座署刑事課長，但投入於分室工作上。
小宮真理子：賀來千香子
警視廳警部補。銀座署刑事課分室所屬。
東郷平九郎：大地康雄
銀座署署長。警視正。
真鍋讓：布施博
警視廳巡查長。銀座署刑事課分室所屬。
風間勉：川崎麻世
警視廳巡査。銀座署刑事課分室所屬。
牧村友子：五十嵐泉
警視廳巡査。銀座署刑事課分室所屬。
田川優：石井章雄
警視廳巡查部長。銀座署刑事課分室所屬。
路邊攤攤主：福崎和宏
伊達與安藤光顧的路邊攤攤主。

## 各集演出
各集標題名稱大多與電影有關，例如「刑警沒有明天」借鑑於《我倆沒有明天》、「愛與哀的刑警」借鑑於《愛與哀的結果》、「喜歡嬰兒的刑警」借鑑於《喜歡嬰兒的第一夫人》、「刑警・最後的聖戰」借鑑於《印第安納·瓊斯/最後的聖戰》、「呼風喚雨的刑警」借鑑於《呼風喚雨的男人》、「讓刑警愛上美女」借鑑於《讓你愛上我》、「是哪個刑警幹的好事」借鑑於《是誰幹的好事。》等。
| 集數 | 標題名稱           | 編劇     | 導演       | 各集演員                                       |
| ---- | ------------------ | -------- | ---------- | ---------------------------------------------- |
| 1    | 呼風喚雨的刑警     | 矢島正雄 | 中山史郎   | 山本昌平、原久子、深見亮介                     |
| 2    | 刑警・憤怒的鐵拳   | 矢島正雄 | 萩原鐵太郎 | 南原宏治                                       |
| 3    | 危險的刑警         | 金子裕   | 中山史郎   | 風見章子、濱田晃                               |
| 4    | 刑警與極道之妻     | 桃井章   | 萩原鐵太郎 | 大塚良重、中島葵                               |
| 5    | 愛與哀的刑警       | 金子裕   | 萩原鐵太郎 | 梨本謙次郎、江藤漢                             |
| 6    | 刑警沒有明天       | 大川俊道 | 木下亮     | 土家織、秋間登、渡邊哲                         |
| 7    | 刑警的初戀物語     | 金子裕   | 木下亮     | 戶川純、大林丈史                               |
| 8    | 刑警與妹妹         | 桃井章   | 萩原鐵太郎 | 二階堂千壽                                     |
| 9    | 刑警救命!          | 尾西兼一 | 萩原鐵太郎 | 早川雄三、中田讓治、齊藤曉、立原智惠美         |
| 10   | 喜歡嬰兒的刑警     | 金子裕   | 木下亮     | 內田勝正、榎木兵衛、藤江利加                   |
| 11   | 刑警・憤怒的追撃   | 金子裕   | 山本迪夫   | 佐原健二、清水章吾、木村弓美                   |
| 12   | 女神喜歡刑警       | 桃井章   | 山本迪夫   | 泰瑞莎野田、重久剛一、加地健太郎               |
| 13   | 女人成為刑警的時候 | 金子裕   | 山本迪夫   | 野村義男、中丸新將、清水昭博                   |
| 14   | 刑警・炎之友情     | 尾西兼一 | 木下亮     | 片岡弘貴、遠藤征慈、川津花、小川美那子         |
| 15   | 刑警・憤怒的逆襲   | 金子裕   | 木下亮     | 大村波彥                                       |
| 16   | 讓刑警愛上美女     | 尾西兼一 | 村田忍     | 塚田聖見                                       |
| 17   | 隔壁的女刑警       | 金子裕   | 長谷部安春 | 石倭裕子、椎谷建治、菊池英一                   |
| 18   | 是哪個刑警幹的好事 | 金子裕   | 長谷部安春 | 平泉成、石山雄大、伴直彌                       |
| 19   | 刑警・最後的聖戰   | 金子裕   | 木下亮     | 清水紘治、遠藤憲一、齊藤曉、鶴田忍、池田史比古 |

## 主題曲
- 片頭曲：HOUND DOG（日语：HOUND DOG）《KISS DE 極樂(Paradise)》

第一集至第四集該曲尚未解禁，因此僅播放《Dog Days》。
- 片尾曲：HOUND DOG《Dog Days》

## 工作人員
- 企畫：清水欣也、梅浦洋一（日语：梅浦洋一）
- 製作人：宮崎洋、三井孝俊
- 配樂：山本治吉（日语：山本はるきち）
- 指導：林邦史朗（日语：林邦史朗）、車邦秀（日语：車邦秀）、Takahashi Racing（日语：タカハシレーシング）
- 技術協力：VIDEO FOCUS（日语：ビデオフォーカス）
- 協力：豐田汽車、三菱汽車[2]
- 製作：日本電視台
- 製作、著作：東寶